# Bilieu
Bilieu település Franciaországban, Isère megyében. Lakosainak száma 1601 fő (2022. január 1.). Bilieu Saint-Sulpice-des-Rivoires, Charavines, Chirens, Massieu, Montferrat és Villages du Lac de Paladru községekkel határos.

## Népesség
A település népességének változása:
| Lakosok száma | 296  | 510  | 741  | 1111 | 1425 | 1503 | 1544 | 1575 | 1585 | 1601 |
|               | 1968 | 1982 | 1990 | 2006 | 2013 | 2015 | 2017 | 2019 | 2020 | 2022 |